# O-isobutil S-(2-dietilaminoetil)metiltiofosfonato
O-isobutil S-(2-dietilaminoetil)metiltiofosfonato, ou VR, É uma substância organofosforada sintética formulada em C11H26NO2PS. É agente químico semelhante ao VX. É um potente inibidor colinérgico. É um liquido oleoso com aspecto de óleo de motor. 